# Граднянка
Граднянка (словац. Hradnianka) — річка в Словаччині; ліва притока Вагу. Протікає в окрузі Битча.
Довжина — 14 км. Витікає в масиві Сульовске Врхи (схил гори Жібрід) на висоті 510 метрів.
Протікає територією сіл Сульов-Градна; Яблонове і Предміер. Впадає у Ваг на висоті 295 метрів.